# هاجر بحوري
'هاجر بحوري ولدت في 30 مارس 1958 في تونس العاصمة، هي رياضياتية فرنسية تونسية، تهتم بالمعادلات الرياضية ذات المشتقات الجزئية (معادلة تفاضلية جزئية). هي مديرة أبحاث في المركز الوطني الفرنسي للبحث العلمي وفي مختبر التحاليل والرياضيات التطبيقية في جامعة باريس 12.

## السيرة الذاتية
بدأت هاجر بحوري دراسة الرياضيات في جامعة تونس في 1977، أين تحصلت على شهادتها في 1979، وتحصلت حينها على جائزة رئيس الجمهورية التونسية للناجحين في التعليم العالي. انتقلت بعدها للدراسة في باريس أين تحصلت في 1980 على شهادة الدراسات المعمقة من جامعة باريس الجنوبية، ثم على دكتوراه من نفس الجامعة في 1982، وكان عنوانها «تفرد وعدم تفرد مشكلة كوشي للمشغلين برمز حقيقي». بين 1982 و1984، كرست نفسها للبحث في المدرسة المتعددة التكنولوجية، ثم درَّست في جامعة باريس الجنوبية وجامعة رين الأولى. 

تحصلت سنة 1987 على شهادة التأهل للأستاذية في الرياضيات من جامعة باريس الجنوبية إثر ختم أطروحتها التي تحمل عنوان «التفرد وعدم التفرد واستمرارية هولدر لمسألة كوشي للمعادلات التفاضلية الجزئية. انتشار مقدمة الموجة {\displaystyle C^{\rho }} للمعادلات غير الخطية».

كانت هاجر البحوري من مؤسسي الجمعية التونسية للرياضيات وشغلت عضوية هيئة تأسيسها بين 1992 و1993. 

في 2002، استدعيت هاجر بحوري كضيفة متحدثة في المؤتمر الدولي لعلماء الرياضيات المنعقد في بكين، وذلك إلى جانب جان إيف شومان حول موضوع «معادلات الموجات شبه الخطية والتحليل البؤري». 

منذ 1988، بدأت التدريس في جامعة تونس، أين أصبحت في 2003 تدير مختبر المعادلات التفاضلية الجزئية. بين 2002 و2004، حاضرت في المدرسة المتعددة التكنولوجية.

منذ 2010، أصبحت مديرة أبحاث في المركز الوطني الفرنسي للبحث العلمي وفي مختبر التحاليل والرياضيات التطبيقية في جامعة باريس 12.

## الجوائز والتشريفات والأوسمة
- 1979: جائزة رئيس الجمهورية التونسية للتميز في التعليم العالي.[3]
- 2002: ضيفة متحدثة في المؤتمر الدولي لعلماء الرياضيات في بكين، إلى جانب جان إيف شومان (Quasilinear wave equations and microlocal analysis).
- 2016: جائزة بول دواستو - إيميل بلوتي.[7]

الأوسمة
- 2001:  الوسام الوطني للاستحقاق (تونس).[3]
- 2009:  الصنف الثالث من الوسام الوطني للاستحقاق (تونس) بعنوان قطاع التربية والعلم.[8]
- 2019:  رتبة فارس في وسام الاستحقاق الوطني (فرنسا).[9]

## المنشورات
- (بالإنجليزية) هاجر بحوري وجلال شاتاه، «Decay estimates for the critical semilinear wave equation»، حوليات معهد هنري بوانكاريه (C) التحليل غير الخطي، المجلد 15، العدد 6، نوفمبر 1998، الصفحات 783-789 ISSN 0294-1449.
- (بالإنجليزية) هاجر بحوري وباتريك جيرار، «High frequency approximation of solutions to critical nonlinear wave equations»، المجلة الأمريكية للرياضيات، المجلد 121، العدد 1، 1999، الصفحات 131-175 ISSN 0002-9327.
- (بالإنجليزية) هاجر بحوري ومحمد مجدوب ونادر المصمودي، «On the lack of compactness in the 2D critical Sobolev embedding»، مجلة التحليل الوظيفي، المجلد 260، العدد 1، 2011، الصفحات 208-252 ISSN 0022-1236.
- (بالإنجليزية) هاجر بحوري وجان إيف شومان ورافاييل دانشان، «Fourier analysis and non-linear partial differential equations»، في أساسيات العلوم الرياضية، دار نشر شبغنكا، برلين، 2011.

## الحياة الخاصة
هاجر بحوري متزوجة وأم لأربعة أطفال، أحدهم توفي في 2010.